# I̦
Cette page contient des caractères spéciaux ou non latins. S’ils s’affichent mal (▯, ?, etc.), consultez la page d’aide Unicode.
I̦ (minuscule : i̦), appelé I virgule souscrite, est un graphème utilisé dans l’écriture du yanomamö. Il s’agit de la lettre I diacritée d’une virgule souscrite.

## Utilisation
Le I virgule souscrite est utilisé en yanomamö pour représenter une voyelle i nasalisée, certains ouvrages utilisent plutôt le I cédille ‹ I̧ i̧ › ou le I ogonek ‹ Į į ›.

## Représentations informatiques
Le I virgule souscrite peut être représenté avec les caractères Unicode suivants (latin de base, diacritiques) :
| formes    | représentations | chaînes de caractères | points de code | descriptions                                            |
| --------- | --------------- | --------------------- | -------------- | ------------------------------------------------------- |
| capitale  | I̦               | I◌̦                    | U+0049 U+0326  | lettre majuscule latine i diacritique virgule souscrite |
| minuscule | i̦               | i◌̦                    | U+0069 U+0326  | lettre minuscule latine i diacritique virgule souscrite |